# Phygadeuon americanus
Phygadeuon americanus là một loài tò vò trong họ Ichneumonidae.